# Jezioro Krwawe
Jezioro Krwawe – jezioro w woj. wielkopolskim, w powiecie międzychodzkim, w gminie Sieraków, leżące na terenie Pojezierza Poznańskiego.

## Dane morfometryczne
Powierzchnia zwierciadła wody według różnych źródeł wynosi od 2,6 ha do 2,8 ha.
Zwierciadło wody położone jest na wysokości 54,0 m n.p.m. Średnia głębokość jeziora wynosi 4,9 m, natomiast głębokość maksymalna 8,8 m.